# Bassia crassifolia
Bassia crassifolia là loài thực vật có hoa thuộc họ Dền. Loài này được (Pall.) Soldano mô tả khoa học đầu tiên năm 1993.